# Neukloster
Neukloster je město na východě spolkové země Mecklenbursko – Přední Pomořansko. Neukloster se nachází blízko od Lübecku, Wismaru a Schwerinu a je součástí metropolitního regionu Hamburk. Město se nachází u jezera Neukloster.

## Historie
Město se nachází na základech hradu, který stojí od roku 1170. Klášter je poprvé zmiňován v 1219. V roce 1555 byl klášter zrušen a jeho nemovitosti přešly do majetků pánů z Meklenburska. Po roce 1648 připadlo město pod švédskou nadvládu, ze které se město dostalo až v roce 1803, kdy bylo město na 100 let pronajato Meklenbursku. Po uplynutí této doby se město stalo součástí Meklenburska. V roce 1938 se z Neuklosteru stalo město. Od konce druhé světové války se počet obyvatel zdvojnásobil. V této době se ve městě výrazně stavělo. Byla postavena škola, stadion, tržnice, školka a katolický kostel, kino a další.

## Městské symboly

### Znak
Znak byl městu udělen 16. srpna 1903. Je rozdělen na dvě poloviny. Býčí hlava odkazuje na znak Meklenburska. Abatyšská hůl a lilie odkazuje na historii místa jako ženského kláštera.